# Rectolejeunea riparia
Rectolejeunea riparia là một loài Rêu trong họ Lejeuneaceae. Loài này được (Mitt.) Stephani miêu tả khoa học đầu tiên năm 1914.